# Медаль Ендрю Браяна
Меда́ль Е́ндрю Бра́яна (англ. Sir Andrew Bryan Medal) — наукова нагорода, яку присуджує британський Інститут матеріалів, мінералів та гірничої справи. Нею нагороджують видатних інженерів сучасності «за тривалі та видатні внески в Інститут і його діяльність».
Медаль Е. Браяна засновано на честь видатного шотландського інженера сера Ендрю Браяна (1893—1988), котрий обіймав високі посади у гірничій промисловості Об'єднаного Королівства. Він і став першим лауреатом нагороди у 1972/73 роках. Вручення нагороди велося лише зрідка, зі значними перервами, а вже з 2006 року її присуджують щорічно.